# Tháng 3 năm 2008
Trang này liệt kê những sự kiện quan trọng vào tháng 3 năm 2008.

## Chủ nhật, ngày2 tháng 3
- Dmitry Anatolyevich Medvedev của đảng Nước Nga thống nhất thắng cử tổng thống Nga với khoảng 70% số phiếu, nối tiếp Vladimir Putin.
- Tổng thống Venezuela Hugo Chávez đóng cửa tòa đại sứ ở Colombia và chuyển quân đến biên giới Colombia–Venezuela, sau khi quân đội Columbia giết Raúl Reyes của FARC ở Ecuador.

## Thứ năm, ngày6 tháng 3
- Tám người bị thiệt mạng khi một người Palestine nổ súng tại trường học Mercaz HaRav ở Jerusalem.

## Thứ bảy, ngày8 tháng 3
- NASA tuyên bố chứng cớ gợi ý rằng vệ tinh Rhea của Sao Thổ có vòng đai.
- Thủ tướng Serbia Vojislav Koštunica từ chức vì bất hòa với nội các về Liên minh châu Âu và Kosovo.
- Cơ quan vũ trụ châu Âu phóng lên tàu vận tải tự động Jules Verne để mang các thứ cần thiết đến Trạm vũ trụ Quốc tế.
- Dù mất nhiều ghế nhất trong vòng 40 năm qua, đảng liên minh Barisan Nasional vẫn giữ đa số trong Nghị viện Malaysia.

## Chủ nhật, ngày9 tháng 3
- Thủ tướng Tây Ban Nha José Luis Rodríguez Zapatero của Đảng Công nhân Xã hội được bầu lại.

## Thứ tư, ngày12 tháng 3
- Thống đốc tiểu bang New York Eliot Spitzer từ chức sau khi bị nghi vấn dính líu vào một ổ mại dâm.

## Thứ năm, ngày13 tháng 3
- Tổng thống Tchad Idriss Déby và Tổng thống Sudan Omar al-Bashir gặp tại Sénégal để ký Hòa ước Dakar, hiệp định hòa bình thứ 6 trong 5 năm. VOA

## Thứ sáu, ngày14 tháng 3
- Paulos Faraj Rahho, tổng Giám mục Công giáo Canđê của Mosul (Iraq), bị bắt cóc và bắn chết. BBC VietCatholic
- Hàng chục ngàn người Ý tụ họp tại Bari để biểu tình phản đối mafia.
- Vesak - Đại lễ Phật đản do Liên hợp quốc tài trợ được tổ chức tại Việt Nam lần đầu tiên.

## Thứ bảy, ngày15 tháng 3
- Hồ Cẩm Đào, Nhà lãnh đạo tối cao của Cộng hòa Nhân dân Trung Hoa, được bầu lại làm Chủ tịch nước tại Đại hội đại biểu Nhân dân toàn quốc thứ 11. BBC VNN VOA
- Bạo động diễn ra tại Lhasa (KTT Tây Tạng) và Hạ Hà (Cam Túc) sau khi nhiều người biểu tình phản đối sự kiểm soát của CHND Trung Hoa tại Tây Tạng, làm thiệt mạng ít nhất 10 người. BBC Calitoday Lưu trữ ngày 6 tháng 10 năm 2008 tại Wayback Machine RFA Lưu trữ ngày 21 tháng 11 năm 2008 tại Wayback Machine SBTN VOA

## Chủ nhật, ngày16 tháng 3
- Các đảng bảo thủ và cực hữu Iran thắng tổng tuyển cử.
- Chương trình Môi trường Liên Hợp Quốc báo cáo rằng, vào năm 2006, các sông băng trên thế giới tan nhanh hơn năm 2005 gấp hơn hai lần.
- Hiệp hội Air France–KLM mua Alitalia, hãng hàng không quốc gia Ý, với giá 138 tỷ euro.

## Thứ hai, ngày17 tháng 3
- JPMorgan Chase đồng ý mua ngân hàng đầu tư Bear Stearns với giá 2 đô la mỗi cổ phần, dùng 30 tỷ đô la mà Cục Dự trữ Liên bang Hoa Kỳ cho mượn, sau những vấn đề thanh khoản trong khủng hoảng tín dụng nhà ở thứ cấp.
- Cảnh sát bắt những người Tây Tạng phản đối sau cuộc bạo động ra tại Lhasa làm thiệt mạng ít nhất 13 người.
- David Paterson là người Mỹ gốc Phi đầu tiên làm thống đốc bang New York

## Thứ bảy, ngày22 tháng 3
- Mã Anh Cửu của Quốc Dân Đảng được bầu làm Tổng thống Trung Hoa Dân Quốc, trong khi hai cuộc trưng cầu dân ý về việc gia nhập Liên Hợp Quốc bị thất bại vì không đủ phiếu.

## Chủ nhật, ngày23 tháng 3
- Số thương vong của Quân đội Hoa Kỳ trong Chiến tranh Iraq tới 4.000 người.

## Thứ hai, ngày24 tháng 3
- Đảng Hòa bình và Thịnh vượng thắng cuộc bầu cử dân chủ đầu tiên của Bhutan.

## Thứ ba, ngày25 tháng 3
- Mảnh có diện tích 410 km² tách ra khỏi thềm băng Wilkins tại châu Nam Cực.
- Quân lực Liên minh châu Phi và Comoros xâm lược đảo Anjouan và đuổi ra quân đội nổi loạn.

## Thứ tư, ngày26 tháng 3
- Công ty Ford Motor dự định bán hai thương hiệu xe cao cấp Anh Jaguar và Land Rover cho Tata Motors (Ấn Độ) với giá 2,3 tỷ USD.

## Thứ năm, ngày27 tháng 3
- Các nhà nghiên cứu Mỹ khám phá ra băng thâu tiếng nói con người sớm nhất, do người Pháp Édouard-Léon Scott de Martinville dùng máy ghi chấn động âm ngày 9 tháng 4 năm 1860.

## Thứ sáu, ngày28 tháng 3
- Vận động viên Úc Eamon Sullivan phá kỷ lục thế giới của anh về bơi tự do 50 m nam tại đợt bơi tuyển chọn cho Thế vận hội Mùa hè 2008.

## Thứ bảy, ngày29 tháng 3
- Vận động viên Úc Libby Trickett lập kỷ lực thế giới về bơi tự do 50 m nữ tại đợt bơi tuyển chọn cho Thế vận hội Mùa hè 2008.

## Chủ nhật, ngày30 tháng 3
- Kiến trúc sư Pháp Jean Nouvel, người thiết kế Torre Agbar, đoạt giải thưởng Pritzker.